# Cañón (Nuevo México)
Cañón es un lugar designado por el censo ubicado en el condado de Sandoval en el estado estadounidense de Nuevo México. En el Censo de 2010 tenía una población de 327 habitantes y una densidad poblacional de 7,84 personas por km².

## Geografía
Cañón se encuentra ubicado en las coordenadas 35°40′18″N 106°45′10″O / 35.67167, -106.75278. Según la Oficina del Censo de los Estados Unidos, con una superficie total de 41.73 km², de la cual 41.73 km² corresponden a tierra firme y (0%) 0 km² es agua.

## Demografía
Según el censo de 2010, había 327 personas residiendo en Cañón. La densidad de población era de 7,84 hab./km². De los 327 habitantes, el 63.91% eran blancos, el 0% afroamericanos, el 9.79% amerindios, el 0.31% asiáticos, el 0% eran isleños del Pacífico, el 22.32% de otras razas y el 3.67% pertenecían a dos o más razas. Del total de la población el 45.26% eran hispanos o latinos de cualquier raza.